# Galathealinum arcticum
Galathealinum arcticum är en ringmaskart som beskrevs av Southward 1962. Galathealinum arcticum ingår i släktet Galathealinum och familjen skäggmaskar.
Artens utbredningsområde är Norra Ishavet. Inga underarter finns listade i Catalogue of Life.